# 127870 Vigo
127870 Vigo este un asteroid din centura principală de asteroizi.

## Descriere
127870 Vigo este un asteroid din centura principală de asteroizi. A fost descoperit pe 24 martie 2003 la Mérida de Ignacio Ramón Ferrín Vázquez și Carlos Leal (astronom). Asteroidul prezintă o orbită caracterizată de o semiaxă mare de 2,76 ua, o excentricitate de 0,09 și o înclinație de 27,1° în raport cu ecliptica.